# ادی براک
ادی براک (به انگلیسی: Eddie Brock) یک شخصیت خیالی ضدقهرمان در کتاب‌های کامیک آمریکایی منتشر شده توسط مارول کامیکس است. این شخصیت توسط دیوید میشلینری و تاد مک‌فارلین خلق شده و به عنوان ادی براک در تار مرد-عنکبوتی شماره ۱۸ام (سپتامبر ۱۹۸۶)، به عنوان ونوم در مرد-عنکبوتی شگفت‌انگیز شماره ۲۹۹ام (آوریل ۱۹۸۸)، به عنوان ضد-ونوم در مرد-عنکبوتی شگفت‌انگیز شماره ۵۹۶ام (اکتبر ۲۰۰۸) و به عنوان تاکسین در زهر شماره ۱۷ام (مه ۲۰۱۲) معرفی شد.
براک که در ابتدا به عنوان دشمن شخصیت ابرقهرمان مرد عنکبوتی معرفی شد با گذشت زمان تبدیل به یک ضدقهرمان شده‌است که ابرقهرمان‌ها را همراهی می‌کند یا علیه آن‌ها است. او که قدرت‌هایش به کمک هم‌زیستی فضایی شامل قدرت، سرعت، چابکی و انعطاف ابرانسانی، تنیدن تار طبیعی، بالا رفتن از تقریباً هر سطحی، مقاومت در برابر حواس عنکبوتی و دگرپیکری مختصر می‌شود، عضو گروه‌های ابرتبه‌کارانه‌ای چون شش فاسد، تلافی‌جویان و شش وحشی می‌باشد. سیمبیوت ونوم می‌خواهد مغز انسان‌ها را بخورد ولی براک نمی‌گذارد چون ماده‌ای در مغز انسان‌ها وجود دارد که باعث تقویت و رشد سیمبیوت‌ها می‌شود. در شکلات هم همان ماده وجود دارد و براک می‌خواهد با شکلات جلوی ونوم را بگیرد اما سیمبیوت ونوم مغز را بیشتر دوست دارد. ادی براک همیشه سعی کرده‌است که جلوی کارهای خبیثانه ونوم را بگیرد؛ ولی فعلاً ادی براک جسمش تحت عنوان میزبان در اختیار ونوم است.
ادی براک به عنوان ونوم، رتبهٔ ۲۲ام را در لیست بزرگترین تبه‍کاران کتاب‌های کمیک آی‌جی‌ان و رتبهٔ ۳۳ام را در لیست ۵۰ تا از بزرگترین شخصیت‌های کمیک امپایر را به‌دست آورده‌است.

## در رسانه
توفر گریس، نقش ادی براک را در فیلم سینمایی مرد عنکبوتی ۳ (سال ۲۰۰۷) ایفا کرده‌است. همچنین تام هاردی در فیلم اکران شدهٔ ونوم (۲۰۱۸) به کارگردانی روبن فلیشر  و همین‌طور در فیلم‌های ونوم: بگذارید کارنیج بیاید و ونوم: آخرین رقص این نقش را ایفا کرده‌است.